# Gangneung Ice Arena
Gangneung Ice Arena (kor. 강릉 아이스 아레나) – lodowisko w Gangneung (Korea Południowa) wybudowane na potrzeby Zimowych Igrzysk Olimpijskich 2018 w Pjongczangu. Podczas tych igrzysk w obiekcie zostały rozegrane zawody w short tracku i łyżwiarstwie figurowym.
Obiekt ma dwa lodowiska o wymiarach 60 m × 30 m - jedno na zawody, drugie treningowe. Na trybunach obiektu mieści się 12 tysięcy widzów. 
Budowa rozpoczęła się w lipcu 2014 i trwała do grudnia 2016. Kosz budowy wyniósł 85 milionów dolarów amerykańskich. Inauguracja obiektu miała miejsce w 16 grudnia 2016. Rozegrano wówczas zawody zaliczane do Pucharu Świata w short tracku.